# Кхома (гевог)

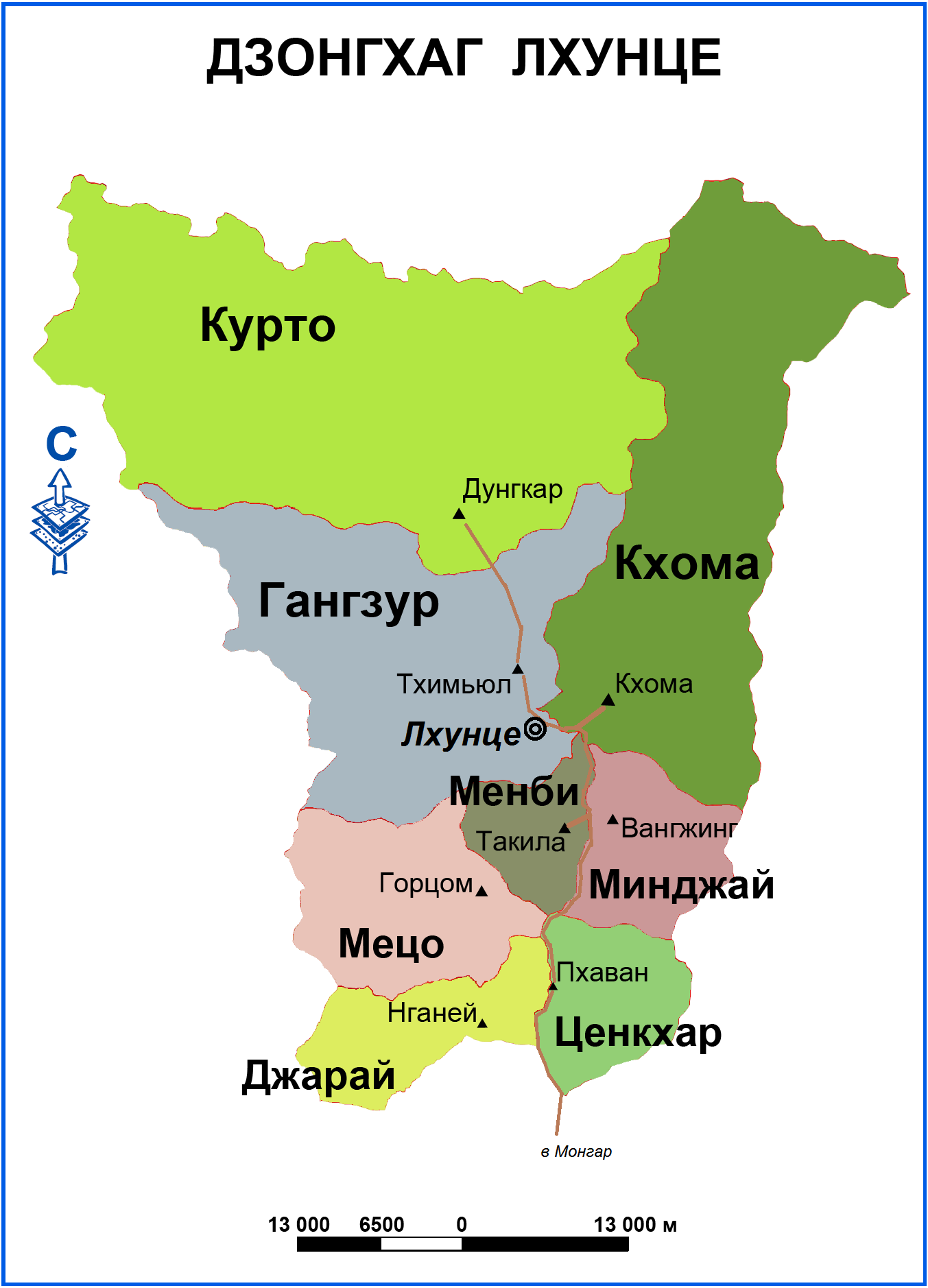
Гевоги Дзонгхага Лхунгце

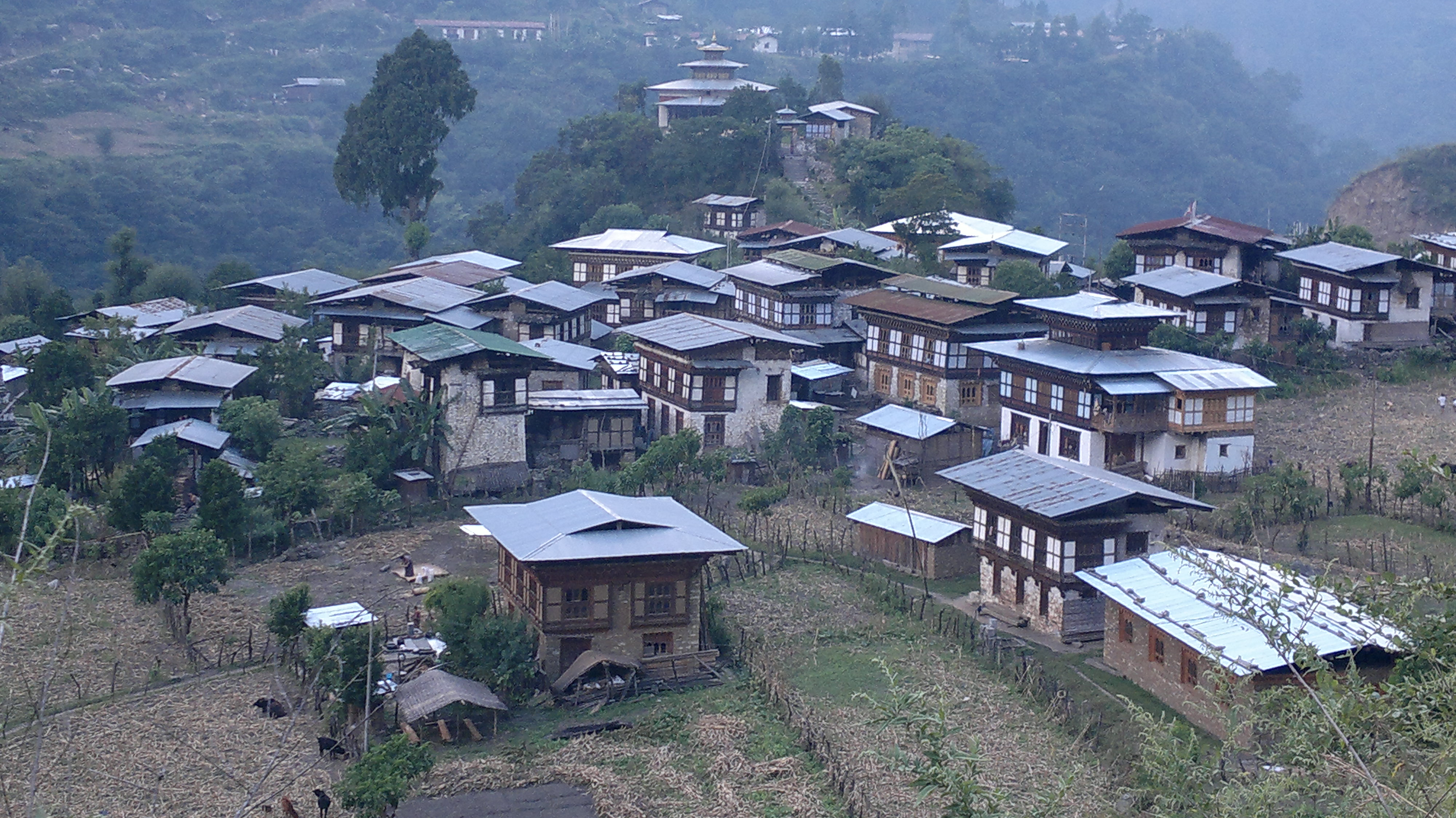
деревня Кхома

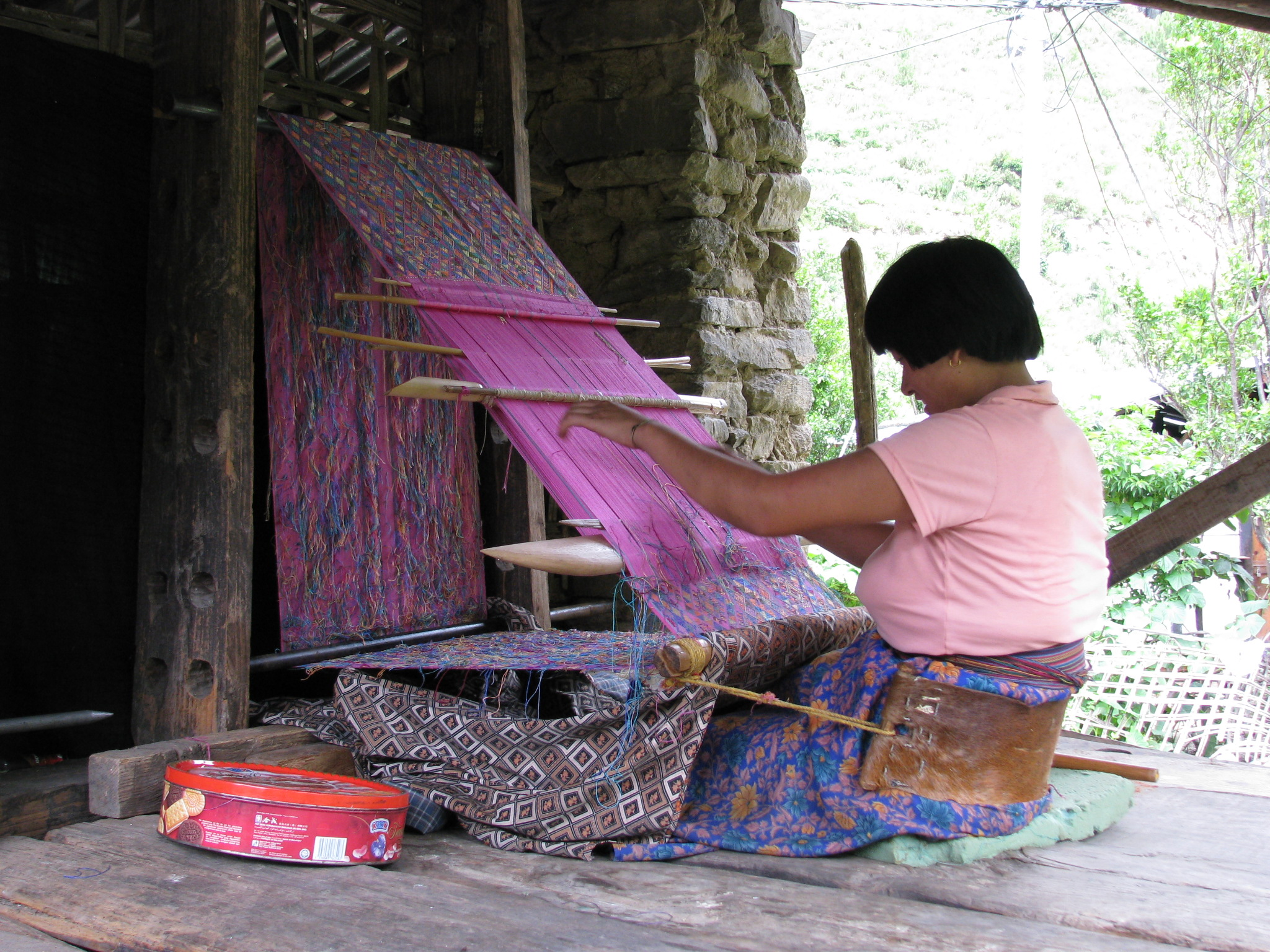
Ткачество в Бутане

Кхома (མཁོ་མ་།) — гевог в Бутане в дзонгхаге Лхунце, расположенный вверх по реке Кхома-чу на север от Лхунце-дзонга. Населённые пункты сосредоточены в южной части гевога, в то время как северная часть лишена постоянных поселений. Северная часть гевога принадлежит заказнику Бумделинг - охраняемой природной зоне.
Гевог занимает северо-восточную часть дзонгхага и тянется до тибетской границы. Центром гевога является деревня Кхома, знаменитая шёлком и текстилем. В северной части гевога в трёх днях конного перехода от деревни Кхома находится Сингье-дзонг, небольшой монастырь, являющийся центром массового паломничества, так как связан с деятельностью Падмасамбхавы и Еше Цогьял, всего в комплексе монастыря находится восемь небольших дзонгов. Первый день перехода проходит через несколько деревень с самобытной культурой, жители деревень исповедуют религию бон.  
Через Сингье-дзонг ранее проходил торговый путь в Тибет.
Согласно пятилетнему плану, в XI пятилетке 2013 - 2018 будет уделяться внимание строительству ирригации и укреплению сельского хозяйства. 